# Peyre, Landes
Peyre là một xã, trong tỉnh Landes trong vùng Nouvelle-Aquitaine. Xã này có diện tích 10,25  km², dân số năm 2006 là 198 người. Peyre nằm ở khu vực có độ cao trung bình 111 m trên mực nước biển.

## Biến động dân số
| Năm | 1962 | 1968 | 1975 | 1982 | 1990 | 1999 | 2006 |
| --- | ---- | ---- | ---- | ---- | ---- | ---- | ---- |
| Dân số | 227  | 267  | 221  | 229  | 216  | 223  | 198  |
| From the year 1962 on: No double counting—residents of multiple communes (e.g. students and military personnel) are counted only once. |      |      |      |      |      |      |      |